# Sumo (Band)
Sumo war eine argentinische Post-Punk- und Reggae-Band in den Achtzigern (1981 bis 1987) und gehört zu den bedeutendsten Bands Argentiniens in diesem Zeitraum.

## Geschichte
Die Gruppe wurde von Luca Prodan gegründet. Prodan wurde 1953 in Rom geboren und hatte eine schottische Mutter und einen italienischen Vater. In London kam er mit Mitgliedern von Joy Division zusammen. Er nahm eine Einladung an, eine Farm in der Provinz Córdoba (Argentinien) zu besuchen, um von seiner Heroinsucht loszukommen und um den Tod seines Freundes Ian Curtis zu verarbeiten. Nach einer gewissen Zeit zog es ihn nach Buenos Aires auf der Suche nach einer alternativen Musikszene.
In Argentinien herrschte zu dieser Zeit das Militär. Trotzdem fand Prodan Musiker, die seine Reggae-Rock Vision teilten. Die Erstbesetzung von Sumo bestand aus Prodan (Gesang und Gitarre), Germán Daffunchio (Gitarre), Alejandro Sokol (Bass) und Prodans englischer Bekannten Stephanie Nuttal (Schlagzeug). Zu Beginn des Falklandkrieges ging Nuttal nach England zurück und Sokol übernahm das Schlagzeug, und Diego Arnedo spielte nun den Bass. Später trat der Saxophonist Roberto Pettinato hinzu.
Sumo sangen zumeist in Englisch und wurden nicht sehr oft im Radio gespielt. Dennoch entwickelten sie sich neben Bands wie Patricio Rey y sus Redonditos de Ricota und Los Violadores zu einem festen Bestandteil der Untergrundszene.
Die Musik von Sumo hatte verschiedene Seiten: harter Rock mit einem experimentellen Hauch, beeinflusst von britischen Post-Punk Gruppen wie Joy Division oder The Fall, funkigen  Post-Punk Gitarren und starken Dub-ähnlichen Basslinien (vergleichbar mit A Certain Ratio und Gang of Four), und einer typisch britischen Mischung aus Reggae und Ska. Nach einem Intermezzo, als sich Prodan in Europa aufhielt, widmete sich ab 1984 die Gruppe vollends dem Rock, und die Hurlingham Reggae Band wurde abgespalten. Ricardo Mollo kam an der Gitarre dazu und Alberto Superman Troglio übernahm das Schlagzeug.
Sumo erreichte zunehmende Popularität in der Mitte der 1980er Jahre, und Prodans heftige Art kam gut an bei Teenagern— er hatte aber auch sanftere Züge. Er schrie unvermittelt „Fuck You“, sang einen beißenden Song über Blondinen und pries die normalen Männer, die in einer Bar ihren Ginebra tranken. Viele seiner Texte zeichneten sich durch Ironie, Wortspiele und Anspielungen auf Drogen, Partys, Sex und andere Aspekte des wilden Lebens aus, hielten sich aber fern von den politischen und ökonomischen Entwicklungen der Zeit. Später kamen auch spanischsprachige Texte dazu.
Sein Rock-and-Roll-Lifestyle und sein Alkoholkonsum gingen nicht spurlos an Prodans Gesundheit vorüber. Er starb am 22. Dezember 1987 an einem Herzinfarkt, zwei Tage nach dem letzten Auftritt von Sumo. Die Band löste sich auf und ging in die beiden Gruppen Divididos (geleitet von Mollo und Arnedo) und Las Pelotas (Sokol und Daffunchio) über.

## Diskografie
- 1983: Corpiños en la madrugada
- 1985: Divididos por la felicidad
- 1986: Llegando los monos
- 1987: After chabón
- 1989: Fiebre
- 1991: The Collection
- 1992: Corpiños en la madrugada (kommerzielle Neuauflage)
- 1997: Greatest Hits
- 2000: Obras cumbres